# Balfour Stewart
Balfour Stewart (Edimburg, Escòcia, 1 de novembre de 1828 - Drogheda, Irlanda, 19 de desembre de 1887) va ser un físic escocès. Va realitzar estudis sobre la radiació de la calor, meteorologia i magnetisme terrestre.

## Biografia
Va assistir a la Universitat d'Edimburg. Durant una temporada es va dedicar, com el seu pare, al negoci del te, viatjant a Leigh i a Austràlia. Al seu retorn a Edimburg l'any 1856, va exercir d'ajudant de James David Forbes, treballant principalment en la radiació de la calor. El 1859 va ser designat director de l'Observatori Kew, època en la qual es va interessar per la meteorologia i el magnetisme terrestre. Un any més tard, el 1860 va ser acceptat com a membre de la Royal Society de Londres, i el 1868 va rebre la medalla Rumford, lliurada per la societat esmentada. El 1870, any en què va sofrir serioses lesions causades per un accident ferroviari, va ser nomenat catedràtic de física en el Owens College de Manchester.